# Onze-Lieve-Vrouw-van-Lourdeskapel (Rijkel)
De Onze-Lieve-Vrouw-van-Lourdeskapel of Lourdes Kapelke is een kapel in Rijkel bij Beesel in de Nederlands Noord-Limburgse gemeente Beesel. De kapel staat bij Rijkel 44 aan de westkant van Rijkel.
Op ongeveer 400 meter naar het zuidoosten staat de Onze-Lieve-Vrouw-van-Smartenkapel. 
De kerk is gewijd aan Maria, specifiek aan Onze-Lieve-Vrouw van Lourdes.

## Geschiedenis
In 1927 werd de kapel door de gebroeders van de Borst gebouwd om een oudere kapel te vervangen.

## Gebouw
De bakstenen kapel is opgetrokken op een rechthoekig grondplan en wordt gedekt door een zadeldak met pannen. De beide zijgevels bevatten een rondboogvenster. De achtergevel en frontgevel zijn een puntgevel, waarbij in de top van de frontgevel een trapeziumvormige nis is aangebracht met daarin een Mariabeeldje. Het beeldje in deze nis was oorspronkelijk een Lourdesbeeldje dat door Christiaan Sillekens met een bedevaart naar Lourdes had meegebracht naar Rijkel. De frontgevel bevat verder de rechthoekige ingang onder een strek die wordt afgesloten met smeedijzeren hek.
Van binnen is de kapel uitgevoerd in schoon metselwerk en overwelfd door een trapeziumvormig plafond van gipsplaten. Tegen de achterwand is een houten knielbank geplaatst en aan de achterwand is een houten altaarblad opgehangen. Op een opzet staat op het altaar een Mariabeeld die Onze-Lieve-Vrouw van Lourdes toont in biddende houding met haar handen samengevouwen.